# FK Sopot
FK Sopot (serb. ФК Сопот) – serbski klub piłkarski z siedzibą w podbelgradzkim mieście Sopot. Został utworzony w 1927 roku.